# Inge Sørensen

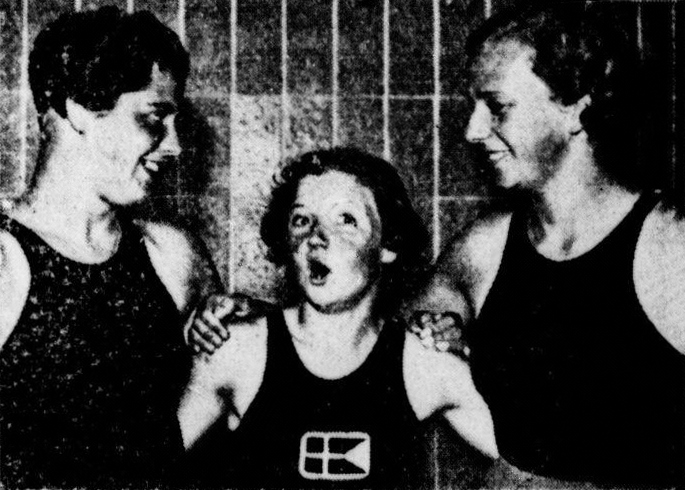
Inge Sørensen (w środku) w 1936 w towarzystwie dwóch holenderskich pływaczek: Jopie Waalberg (po lewej) i Nidy Sennf (po prawej)

Inge Sørensen (później Tabur, ur. 18 lipca 1924 w Skovshoved, zm. 9 marca 2011 w Mount Laurel) – duńska pływaczka.

## Kariera
Pływanie uprawiała od ósmego roku życia, a w wieku 11 lat pobiła pierwszy rekord kraju. W latach 1936–1944 dziewięciokrotnie wywalczyła mistrzostwo Danii. W 1937 i 1939 została też mistrzynią krajów nordyckich. 
W 1936 wystartowała na igrzyskach olimpijskich, na których wystąpiła na 200 m stylem klasycznym. W pierwszej rundzie z czasem 3:06,7 zajęła 1. miejsce w swoim wyścigu eliminacyjnym i zakwalifikowała się do półfinału, w którym z czasem 3:06,0 uplasowała się na 2. pozycji w swoim wyścigu, co dało jej awans do finału. W finale uzyskała czas 3:07,8, który dał jej brązowy medal. Po udanym występie olimpijskim powstała piosenka poświęcona pływaczce pt. „Lille henrivende Inge” (tłum. Mała urocza Inge), której tekst napisał Carl Viggo Meincke, a muzykę stworzył Willy Kierulff. Sørensen jest najmłodszym duńskim olimpijczykiem (miała wówczas nieco ponad 12 lat), a także najmłodszym medalistą konkurencji indywidualnej w historii igrzysk (najmłodszy znany medalista Dimitrios Lundras, zdobył medal w konkurencji drużynowej w wieku niespełna 11 lat). 
Na mistrzostwach Europy w 1938 zdobyła złoty medal na 200 m stylem klasycznym.
Ustanowiła 14 rekordów kraju na 200, 400 i 500 m stylem dowolnym i 3 rekordy świata: na 400 i 500 m stylem dowolnym oraz 500 m stylem grzbietowym. 
Od 1943 była trenerką pływania. W tym samym roku zakończyła karierę.

## Edukacja
W 1946 ukończyła Ester Berners Institut.

## Życie prywatne
Była córką sprzedawcy ryb Johana Sigvalda Sørensena (1896-1969) i Johanny Cecilii Jensen (1899-1967). 31 maja 1948 wzięła ślub z inżynierem Janusem Taburem, z którym miała dwoje dzieci: Christinę Bente (ur. 1952) i Alana Henrika (ur. 1956). Po ślubie para wyjechała do RPA, potem do Kanady, a następnie osiedliła się w USA.
Piłkarz Kurt "Nikkelaj" Nielsen mieszkał na tej samej ulicy, co pływaczka.
Zmarła 9 marca 2011 w Mount Laurel w Stanach Zjednoczonych.